# Балоксавіру марбоксил
Балоксавіру марбоксил (англ. Baloxavir marboxil) — синтетичний противірусний препарат, який застосовується для лікування грипу типу А і B. Препарат схвалений для клінічного застосування в США і Японії. Балоксавіру марбоксил розроблений японською компанією «Shionogi». З 23 квітня 2020 року препарат схвалений для клінічного застосування в Україні.

## Фармакологічні властивості
Балоксавіру марбоксил — синтетичний противірусний препарат. Механізм дії балоксавіру полягає у інгібуванні ферменту вірусу грипу полімеразної кислої ендонуклеази, яка входить до комплексу РНК-полімерази вірусу. Наслідком цього є пригнічення реплікації вірусу грипу. Балоксавіру марбоксил застосовується для лікування грипу типу А і B з 2018 року в Японії і США. Згідно даних клінічних досліджень у США, балоксавіру марбоксил є ефективним при застосуванні у хворих з підтвердженим інфікуванням вірусом грипу, в тому числі він був ефективнішим не тільки за плацебо, а й за інший противірусний препарат озельтамівір, і при його застосуванні спостерігалось менше побічних ефектів. Щоправда, згідно частини публікацій, застосування балоксавіру марбоксилу в деяких випадках може спричинити мутацію вірусу грипу з розвитком стійкості вірусу не тільки до балоксавіру марбоксилу. а й до інших противірусних препаратів.

### Фармакокінетика
Балоксавіру марбоксил швидко та повністю всмоктується, біодоступність препарату не встановлена, оскільки він швидко перетворюється в активний метаболіт балоксавір. Максимальна концентрація препарату в крові досягається протягом 4 годин. Балоксавіру марбоксил майже повністю (на 93—94 %) зв'язується з білками плазми крові. Метаболізується балоксавір марбоксил у печінці. Виводиться препарат з організму переважно з калом (80 %), незначна частина (15 %) виводиться з сечею, у вигляді метаболітів. Період напіввиведення балоксавіру марбоксилу становить близько 80 годин.

## Покази до застосування
Балоксавіру марбоксил застосовується для лікування грипу типу А та В у дорослих та дітей віком від 12 років.

## Побічна дія
При застосуванні балоксавіру марбоксилу у 1—3 % випадків застосування препарату можуть спостерігатися наступні побічні ефекти: діарея, бронхіт, нудота, головний біль, назофарингіт.

## Протипокази
Балоксавіру марбоксил протипоказаний при підвищеній чутливості до препарату. Препарат не рекомендований при вагітності та годуванні грудьми, а також дітям віком до 12 років.

## Форми випуску
Балоксавіру марбоксил випускається у вигляді таблеток по 20 і 40 мг.

## Експериментальне застосування в лікуванні коронавірусної хвороби 2019
Балоксавіру марбоксил включений до схем експериментального лікування коронавірусної хвороби, проте не наведено даних щодо його ефективності при коронавірусній хворобі.